# Dito Sjanidze
Dimitri Sjanidze (armeniska: დიმიტრი შანიძე, ryska: Дито Иванович Шанидзе: Dito Ivanovitj Sjanidze), född 8 februari 1937 i Derchi i Imeretien i Georgiska SSR, död 18 november 2010 i Tbilisi i republiken Georgien, var en sovjetisk tyngdlyftare.
Sjanidze blev olympisk silvermedaljör i 60-kilosklassen i tyngdlyftning vid sommarspelen 1968 i Mexico City och 1972 i München.